# Cryptolaria prima
Cryptolaria prima är en nässeldjursart som beskrevs av Busk 1858. Cryptolaria prima ingår i släktet Cryptolaria och familjen Lafoeidae. Inga underarter finns listade i Catalogue of Life.